# 携帯動画設定君
携帯動画設定君（けいたいどうがせっていくん）は、携帯動画変換君の変換オプションの設定を行うツールである。機能設定は通常メモ帳を利用した編集が必要となるので難しい知識がないと編集はできない。これは携帯動画変換君に使う設定ファイルを簡単に設定できる。
このソフトウェアを利用するには携帯動画変換君が必要となる。また、このソフトの実行ファイル自体を携帯動画変換君が格納されているフォルダに入れる必要がある。起動中は設定画面が常に手前に表示されるが、設定画面をドラッグアンドドロップして移動できる。

## 設定内容
基本的には、動画形式から音声のコーデックやビットレートなどを設定する。また独自に設定を調整してその設定内容を保存することができるため、携帯動画形式に限らずPSP向けのMP4形式などに設定でき、この設定はあらかじめ用意されている。このソフトウェアを利用すると携帯動画変換君で他形式の変換に対応できる。
設定を適用するには「動画変換」ボタンを押す。適用時に携帯動画変換君が起動し、指定した設定内容に書き換える（適用処理するために携帯動画変換君側の表示が一瞬乱れる）。